# 1月18日
1月18日是公历（平年）年的第18天，离一年的结束还有347天（闰年是348天）。

## 大事记

### 20世紀以前
- 1486年：英格蘭蘭卡斯特王朝國王亨利七世與約克王朝公主伊莉莎白結婚，玫瑰戰爭結束。
- 1535年：西班牙殖民者法蘭西斯科·皮薩羅選擇沿海的利馬做為新卡斯提亞州首府。
- 1701年：腓特烈一世加冕，成为普鲁士国王。
- 1778年：英國探險家詹姆士·庫克發現夏威夷群島，並將其命名為「三明治群島」。
- 1871年：數個德意志邦國統一並成立德意志帝國，普魯士國王威廉一世成為首任皇帝。
- 1896年：X光机第一次展出。

### 20世紀
- 1915年：大日本帝国公使日置益向中华民国大总统袁世凯提出《二十一条》，并要求绝对保密。
- 1919年：协约国在法国凡尔赛宫召开巴黎和会，并和同盟国签订一系列和平条约。
- 1942年：第二次世界大戰：德國和義大利與日本陸軍和海軍簽訂了一份秘密文件，確定了以東經70度線作為瓜分勢力範圍的分界線。
- 1943年：第二次世界大戰：蘇聯紅軍反攻被德軍和芬蘭軍圍困的列寧格勒（今聖彼德堡）。
- 1950年：中华人民共和国同越南民主共和国建交。
- 1951年：韓國釜山開始建造聯合國紀念墓園，這是世上唯一的聯合國墓地。
- 1952年：台灣天文學家蔡章獻發現麒麟座不規則新變星。
- 1955年：中國人民解放軍對中華民國政府控制的一江山島發動大規模攻勢並佔領該島，此後臺海兩岸未再有大規模軍事衝突。
- 1956年：伊朗什葉派神職人員和原教旨主義組織伊斯蘭敢死隊創始人納瓦布·薩法維和三名追隨者因企圖暗殺海珊·阿拉總理而被處決。
- 1960年：世界上第一台红宝石激光器研制成功。
- 1964年：臺灣白河地震，造成106人死亡，650人受傷。
- 1968年：穆罕默德·阿里拒绝应征入伍参加越南战争的上诉被法院驳回。
- 1968年：日本全学联组织4.7万示威者抗议美国“企业号”航空母舰前往越南。
- 1969年：日本警视厅機動隊（日语：機動隊）进入东京大学本乡校区，清理被全学共斗会议占领的安田讲堂，史称“东大安田讲堂事件”。
- 1974年：批林批孔运动开始。
- 1977年：美国疾病管制与预防中心确认非典型肺炎军团病的致病病源体为新病毒军团菌。
- 1983年：國際奧林匹克委員會同意恢復美國運動員吉姆·索普在1912年夏季奧林匹克運動會取得的金牌紀錄。
- 1991年：伊拉克在美軍展開「沙漠風暴」行動後開始反擊。
- 1992年：中國鄧小平展開歷史性「南巡」。

### 21世紀
- 2005年：漢城市議會正式通過把其市的中文名稱定為「首爾」，並把官方的所有出版物改用新名稱。
- 2005年：空中客车A380在法国面世。
- 2010年：《名侦探柯南 漆黑的追踪者》在中国大陆上映，这是《名侦探柯南》剧场版第一次在中国大陆上映。
- 2012年：维基百科英文主页关闭页面24小时，抗议美国正在审议中的新反盗版法案（SOPA与PIPA）。
- 2022年：美國電腦科技公司微軟宣布以687億美元現金收購遊戲公司動視暴雪，將成為全球第三大遊戲公司。

## 出生
- 885年：醍醐天皇，日本天皇（930年逝世）
- 1519年：伊莎貝拉·雅蓋隆卡，匈牙利王國王后（1559年逝世）
- 1669年：奧地利的瑪麗亞·安東妮亞，奧地利女大公（1692年逝世）
- 1686年：愛新覺羅允祹，康熙帝第十二子，履親王（1763年逝世）
- 1689年：孟德斯鳩，法國思想家（1755年逝世）
- 1750年：约翰·戈特洛布·特埃努斯·施奈德，德國古典學家、博物學家（1822年逝世）
- 1773年：讓-路易·迪布勒東，法國將軍（1855年逝世）
- 1782年：丹尼尔·韦伯斯特，美国政治家（1852年逝世）
- 1783年：琦善，清朝官員（1854年逝世）
- 1815年：康斯坦丁·馮·蒂申多夫，德國聖經學者（1874年逝世）
- 1835年：策扎爾·居伊，俄羅斯作曲家（1918年逝世）
- 1841年：艾曼紐·夏布里耶，法國作曲家（1894年逝世）
- 1849年：埃德蒙·巴顿，澳大利亚政治家，澳大利亚第1任总理（1920年逝世）
- 1859年：，美國教育家、法學家（1939年逝世）
- 1867年：魯本·達里歐，尼加拉瓜詩人（1916年逝世）
- 1868年：霍元甲，中國武術家（1910年逝世）
- 1874年：森田正馬，日本醫學家，森田療法創造者（1938年逝世）
- 1879年：亨利·吉罗，法國陸軍軍官（1949年逝世）
- 1879年：豬飼種，日本超級人瑞（1995年逝世）
- 1880年：保羅·埃倫費斯特，奧地利數學家、物理學家（1933年逝世）
- 1882年：艾倫·亞歷山大·米恩，英國作家，小熊維尼故事創造者（1956年逝世）
- 1887年：施家本，臺灣詩人（1921年出生）
- 1887年：張君勱，中國政治人物、觀念論哲學家（1969年出生）
- 1904年：加里·格兰特，美國演员（1986年逝世）
- 1917年：王永慶，台灣企業家（2008年逝世）
- 1921年：南部陽一郎，日裔美國粒子物理學家，2008年諾貝爾物理學獎得主（2015年逝世）
- 1925年：吉尔·德勒兹，法国后现代主义哲学家（1995年逝世）
- 1925年：張富清，中國人民解放軍戰鬥英雄（2022年逝世）
- 1937年：約翰·休姆，愛爾蘭裔英國政治人物，1998年諾貝爾和平獎得主（2020年逝世）
- 1938年：安東尼·紀登斯，英國社會學家
- 1943年：凱·格蘭傑，美國政治人物
- 1944年：保羅·基廷，澳大利亚政治人物，第24任澳大利亚总理
- 1944年：亞歷山大·范德貝倫，奧地利政治人物、經濟學家，現任奧地利總統
- 1947年：北野武，日本電影導演、演員
- 1948年：森山良子，日本女歌手
- 1949年：菲利普·斯塔克，法國設計師
- 1950年：吉尔·维伦纽夫，加拿大一级方程式赛车车手（1982年逝世）
- 1953年：鳥井信吾，日本企業家
- 1955年：，美國男演員、監製、導演、歌手
- 1956年：水島裕，日本男性聲優
- 1957年：馬爾科·博納米科，義大利男子籃球運動員（2025年逝世）
- 1957年：毛孟靜，香港西九龍政治家
- 1957年：野部利雄，日本漫畫家
- 1960年：伊斯邁·沙比利，馬來西亞政治人物，第9任馬來西亞首相
- 1962年：木藤聰子，日本女性聲優（2020年逝世）
- 1967年：伊万·萨莫拉诺，智利足球运动员
- 1969年：巴帝斯塔，美國男演員、前職業摔跤手
- 1969年：翁曉玲，台灣政治人物
- 1971年：佩普·瓜迪奧拉，西班牙加泰隆尼亞職業足球員、教練
- 1973年：郭德纲，中國相声演員
- 1973年：姜宏波，中國女演員
- 1973年：中山忍，日本女演員
- 1974年：唐劍康，香港电台DJ
- 1974年：荒川良良，日本男演員
- 1979年：周杰倫，台灣創作歌手
- 1979年：新井浩文，日本男演員
- 1979年：小島幸子，日本女性聲優
- 1979年：保羅·費拉拿，葡萄牙職業足球運動員
- 1979年：羅伯塔·梅特索拉，馬爾他政治人物
- 1979年：李歐·瓦拉德卡，愛爾蘭政治人物，第14任愛爾蘭總理
- 1980年：，英國職業足球運動員
- 1981年：姜棟元，韓國男演員
- 1982年：李嘉，香港男演員
- 1982年：賴俊龍，台灣男藝人
- 1983年：鄭裕美，韓國女演員
- 1984年：長谷部誠，日本足球員
- 1985年：高文，香港足球运动员
- 1985年：席夢娜·西蒙斯，荷蘭歌手，樂團黯黑史詩主唱
- 1985年：里卡多·蒙托里沃，意大利足球运动员
- 1986年：白井悠介，日本男性聲優
- 1986年：山崎育三郎，日本男演員
- 1988年：王儀涵，中国女子羽球运动员
- 1988年：安潔莉克·克伯，德國女子網球運動員
- 1989年：諶龍，中国男子羽球运动员
- 1989年：王櫟鑫，中國歌手、演員
- 1990年：包庭政，台灣藝人包偉銘之子
- 1991年：王宇君，台灣運動明星
- 1991年：鮎川太陽，日本藝人
- 1992年：安婕希，台灣女子團體Dears成員
- 1993年：惣田紗莉渚，日本女子偶像團體SKE48成員
- 1993年：齋藤圭一郎，日本動畫師、動畫導演
- 1994年：姜知英，韓國女子偶像團體Kara前成員
- 1994年：孔敏智，韓國女子偶像團體2NE1前成員
- 1994年：亨特·杜漢，美國演員
- 1995年：王齊麟，台灣男子羽球運動員
- 1998年：辛睿恩，韓國女演員
- 1998年：艾塔娜·邦馬蒂，西班牙職業足球運動員
- 1999年：小蓋瑞·川特，美國職業籃球運動員
- 2001年：富田鈴花，日本女子偶像團體日向坂46成員
- 2006年：馬蒂斯·阿穆古，法國職業足球運動員
- 2011年：志水透哉，日本童星

## 逝世
- 474年：利奥一世，拜占庭皇帝 （401年出生）
- 1367年：佩德罗一世，葡萄牙国王（1320年出生）
- 1471年：後花園天皇，日本第102代天皇（1419年出生）
- 1646年：細川忠興，日本安土桃山時代至江戶時代初期武將、大名（1563年出生）
- 1677年：扬·范·里贝克，荷蘭殖民地管理人，開普敦的發現者（1619年出生）
- 1769年：白隱慧鶴，日本江戶時代臨濟宗著名禪師（1686年出生）
- 1859年：阿爾弗萊德·維爾，美國發明家（1807年出生）
- 1862年：约翰·泰勒，美國政治人物，第10任美國總統（1790年出生）
- 1890年：阿瑪迪奧一世，西班牙薩伏伊王朝國王（1845年出生）
- 1895年：弗朗索瓦·塞爾坦·康羅貝爾，法國軍人、政治人物，法國元帥植（1809年出生）
- 1936年：魯德亞德·吉卜林，英国作家、詩人，1907年諾貝爾文學獎得主（1865年出生）
- 1941年：貝特霍爾德·哈切克，奧地利動物學家（1854年出生）
- 1957年：牧野富太郎，日本植物學家（1862年出生）
- 1971年：陳煥鏞，香港出生的中國植物學家（1890年出生）
- 1982年：黄现璠，中国民族学家（1899年出生）
- 1989年：布魯斯·查特文，英國旅遊作家、小說家、記者（1940年出生）
- 1995年：阿道夫·布特南特，德国化学家，1939年诺贝尔化学奖得主（1903年出生）
- 2001年：洛朗-德西雷·卡比拉，剛果革命家、政治家，第3任剛果民主共和國總統（1939年出生）
- 2002年：費雅，來自英國的香港外籍警官（1925年出生）
- 2005年：樂品淳，英國歷史學家、家，第8任香港大學校長（1914年出生）
- 2007年：朱莉·溫妮弗雷德·伯特蘭，加拿大超級人瑞（1891年出生）
- 2011年：曾啟榮，前香港總警長，香港藝人曾志偉之父（1916年出生）
- 2015年：賴碧霞，台灣客家山歌研究、保存及推廣者，有「客家歌后」之稱（1932年出生）
- 2016年：寶爾，泰國演員。（1980年出生）
- 2019年：拉米婭·蓋拉尼·韋爾，伊拉克考古學家（1938年出生）
- 2021年：丹達爾·阿里奧斯曼，鄂圖曼帝國王位覬覦者，鄂圖曼王室領袖。（1930年出生）
- 2022年：薩圖尼諾·德拉富恩特，西班牙超級人瑞。（1909年出生）
- 2022年：戴維·科克斯，英國統計學家。（1924年出生）
- 2022年：史久鏞，中國國際法法學家。（1926年出生）
- 2022年：弗朗西斯科·亨托，西班牙男子足球運動員。（1933年出生）
- 2023年：大衛·克羅斯比，美國創作歌手、吉他手。（1941年出生）
- 2023年：傑尼斯·莫納斯特爾斯基，烏克蘭政治人物，前任烏克蘭內政部長（1980年出生）

## 节假日和习俗
- 國際小熊維尼日
- 泰國：皇家軍隊節
- 越南：外交胜利日